# Global Ocean Data Analysis Project
Le « Global Ocean Data Analysis Project » (ou GLODAP) est un programme scientifique synthétique visant à rassembler les résultats de plusieurs bases de données océanographiques rassemblées dans les années 1990 au cours de voyages faits par des navires de recherche lors de plusieurs programmes :
- World Ocean Circulation Experiment (en) (WOCE)
- Joint Global Ocean Flux Study (JGOFS)
- Ocean-Atmosphere Exchange Study (OACES)

Le GLODAP est une initiative conjointe de 
- l'administration américaine ; la National Oceanic and Atmospheric Administration (NOAA) ;
- le département de l'Énergie des États-Unis (US Department of Energy ou DOE) ;
- la Fondation nationale pour la science (NSF).

## Les bases de données
Le contenu climatologique du programme GLODAP concerne l'analyse à l'époque contemporaine (années 1990) de séries de données concernant les paramètres suivants :
- Carbone inorganique total dissous ou CIT (DIC pour les anglophones),
- alcalinité (considéré a contrario comme indice d'acidification des océans),
- carbone-14 (14C),
- CFC-11 et CFC-12 [1].

Les données sont collectées dans un champ tri-dimensionnel objectivement analysé dans un grille d'étude couvrant les océans planétaires à 1 degré d'angle de résolution horizontale, avec interpolation sur 33 intervalles verticaux standardisée de la surface (0 m) aux fonds marins (jusqu'à 5 500 m).

La résolution temporelle – en raison de la rareté relative de la source de données – est réduite à des séries le plus souvent disponibles que pour une seule année (contrairement au World Ocean Atlas qui bénéficie de données régulièrement mises à jour).

De plus, le volet climatologie de GLODAP manque des données dans certaines provinces océaniques, dont en océan Arctique, mer des Caraïbes, Méditerranée et archipel malais.

## Objectifs
GLODAP vise à permettre de mieux comprendre les interactions entre climat et cycle du carbone dans l'océan mondial, afin de pouvoir étudier plus finement le forçage anthropique de l'effet de serre.
En outre, l'analyse a cherché à séparer les sources naturelle et anthropique de Carbone inorganique total, afin de produire des modèles de teneur en CO2 (absorbé sous forme de carbone inorganique total dissous) à l'époque pré-industrielle (vers 1700) et « contemporaine » (present day). Cette différenciation était utile pour affiner les estimations de capacité de puits de carbone océanique et était importante pour l'étude de phénomènes tels que l'acidification des océans,.

Toutefois, comme le carbone inorganique total dissous anthropique est chimiquement et physiquement quasiment identique à celui qui est d'origine naturelle, cette séparation est difficile. GLODAP utilise une technique mathématique connue comme C * (C-STAR)  pour déconvoluer les sources anthropiques d'origine naturelle de carbone inorganique total (il y a un certain nombre de méthodes alternatives qui auraient aussi pu être utilisées).
GLODAP a utilisé l'information disponible sur :
- la biogéochimie océanique ;
- les déséquilibres du CO2 ;
- des traceurs océaniques dont le carbone-14, CFC-11 et CFC-12 (qui tous trois permettent de connaître l'âge des « masses d'eau » étudiées...

pour essayer de séparer le CO2 naturellement présent à l'époque préindustrielle de celui ajouté dans les dernières décennies par l'explosion des activités humaines utilisant du carbone fossile.
Ce travail est complexe et comporte donc une marge d'erreur, même si celle-ci diminue progressivement.

Les conclusions sont généralement confirmées par les prédictions indépendantes effectuées par les modèles dynamiques.

## Galerie de cartes
Concentrations en certaines substances suivies par le programme GLODAP.
|  |  |  |
|  |  |  |